# 粟島汽船 (香川県)
粟島汽船株式会社（あわしまきせん）は、香川県三豊市にて、瀬戸内海に浮かぶ粟島・志々島の両島と本土とを結ぶ定期航路を運航する海運会社。

## 会社概要
本社所在地：　〒769-1101三豊市詫間町詫間6807番地10

## 運行航路
須田 - 粟島 - 上新田 - 志々島 - 宮の下（すべて香川県三豊市）
運用上は須田 - 粟島と粟島 - 上新田 - 志々島 - 宮の下に分かれている。両航路は粟島で接続し、運賃も通算される。

## 就航船

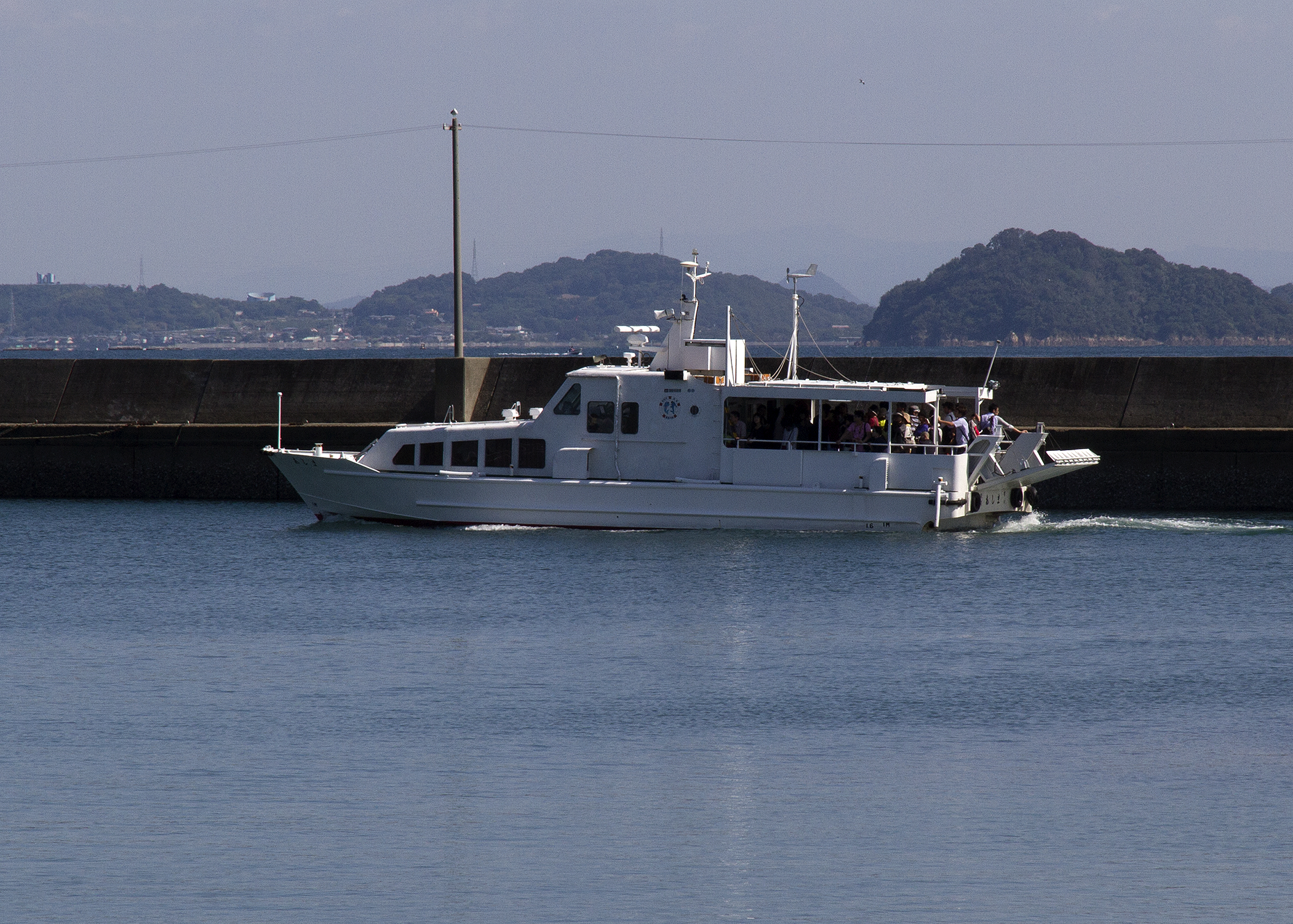
あしま　粟島港にて

- あしま - 19総トン。讃岐造船鉄工所建造。
- つばめ
- みとよ- 19総トン。2016年ツネイシクラフト&ファシリティーズ建造。鉄道建設・運輸施設整備支援機構（JRTT）の船舶共有建造制度の支援を受けた[1]。

「あしま」「みとよ」はそれぞれ1台のみながら自動車の搭載が可能。ただし自動車の搭載は予約制で須田 - 粟島間に限る。